# Урінов Яків Ісаакович
Урінов Яків Ісаакович (1898—1976) — радянський кінорежисер і сценарист. Заслужений артист Киргизької РСР (1943). Заслужений діяч мистецтв Бурятської АРСР (1944).

## З життєпису
Народ. 28 травня 1898 р. Закінчив режисерське і акторське відділення Державної театральної студії в Києві (1921).
Працював на Московській студії науково-популярних фільмів. Дебютував у кіно як асистент і помічник кінорежисера Я. Протазанова.
Поставив фільми: «Вогняний рейс» (1930), «Дві зустрічі» (1932), «Степові пісні» (1933; автор сценар. у співавт. з О. Леонідовим), «Інтриган» (1935) та інші.
Пішов з життя 13 серпня 1976 року.